# Вануату
Вануату, офіційно — Респу́бліка Вануа́ту (бісл. Ripablik blong Vanuatu, англ. Republic of Vanuatu, фр. République du Vanuatu) — острівна тихоокеанська держава в Меланезії. Межує на півночі з територіальними водами Соломонових Островів, на заході з економічною зоною Австралії, на південному заході з територіальними водами Нової Каледонії, на сході — з територіальними водами Фіджі. Протяжність прибережної смуги — 2528 км. Республіка Вануату розташована на 83 островах архіпелагу Нові Гебриди.
Загальна площа суші — 12 189 км². Населення Вануату — 335 908 чол. (2023). Столиця — Порт-Віла.
У давнину острови були населені меланезійськими народами. Першим островом, поміченим європейцями, став Еспіриту-Санто, відкритий іспанським мореплавцем Педро Фернандесом де Кіросом в 1606 році та прийнятий за частину «Невідомої Південної землі». В 1906 році острови стали кондомініумом Британії та Франції під назвою «Нові Гебриди». 30 липня 1980 року острови отримали незалежність під назвою «Республіка Вануату». Вануату — член ООН, Співдружності націй, Франкофонії, Секретаріату тихоокеанської спільноти та Форуму тихоокеанських островів.

## Назва
Сучасна назва країни, Вануату (що означає «ця земля назавжди»), стала офіційно використовуватися з 30 липня 1980 року, коли острови отримали незалежність від Великої Британії та Франції.
До цієї події архіпелаг мав назву «Нові Гебриди». Вона була дана в 1774 році англійським мореплавцем Джеймсом Куком на честь Гебридських островів, розташованих на захід від Шотландії.

## Географія

### Загальна географія

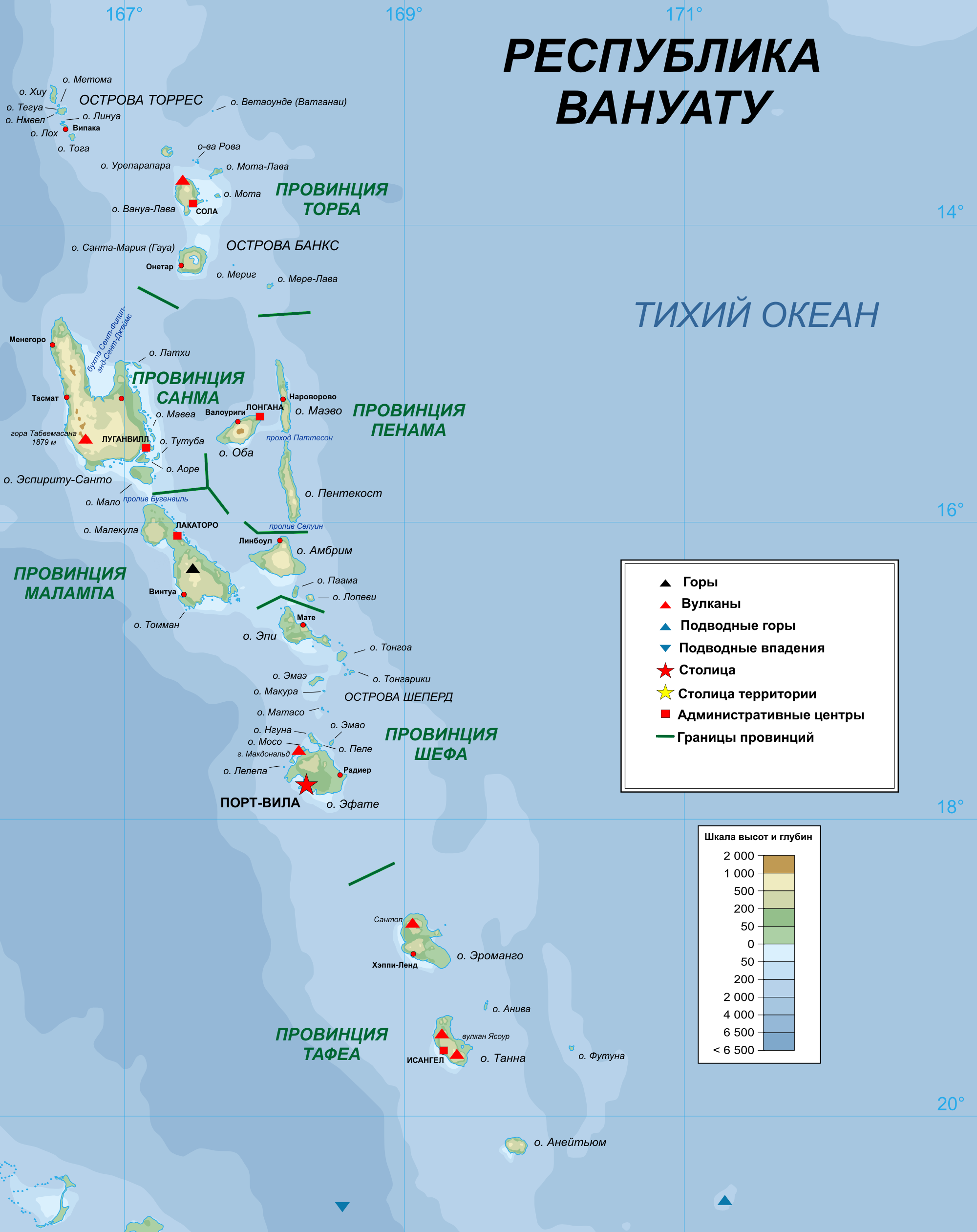
Мапа Вануату

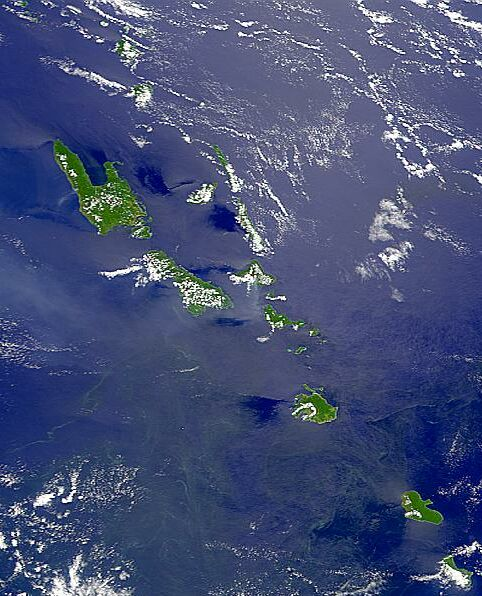
Знімок Вануату з космічного супутника

Меланезійська держава Вануату являє собою ланцюг островів Y-подібної форми, що тягнеться з півночі на південь на 1176 км. Найближча держава, Соломонові Острови, розташована приблизно за 170 км на північ від Вануату, Нова Каледонія — за 230 км на північний захід, Фіджі — за 800 км на схід, Австралія — за 1750 км на захід.
Площа суші Вануату становить 12 336 км². Архіпелаг складається з 14 великих і 60 дрібніших, але населених островів. Загалом, до складу Вануату входить 83 острови. Найважливішими з них є острови Ефате, Еспіриту-Санто, Танна та Малекула. Найбільшим островом є острів Вануату Еспіриту-Санто, на території якого також знаходиться найвища точка країни — гора Табвемасана (1879 м). На островах Амбрим, Оба та Танна розташовані гори, висота яких перевищує 1000 м над рівнем океану. Велика частина островів має гористий рельєф, що викликано рухом океанічних плит. Деякі острови з вертикальними скелями оточені кораловими рифами. На захід від архіпелагу розташована океанічна западина глибиною до 8000 м.
Найпівнічнішим островом Вануату є острів Хіу в групі Торрес: він розташований за декілька кілометрів від найпівденнішої групи Соломонових Островів — островів Санта-Крус. Офіційно найпівденнішим островом країни є острів Анейтьюм, однак Республіка оскаржує у Нової Каледонії південніші острови Матью та Хантер.

### Геологія

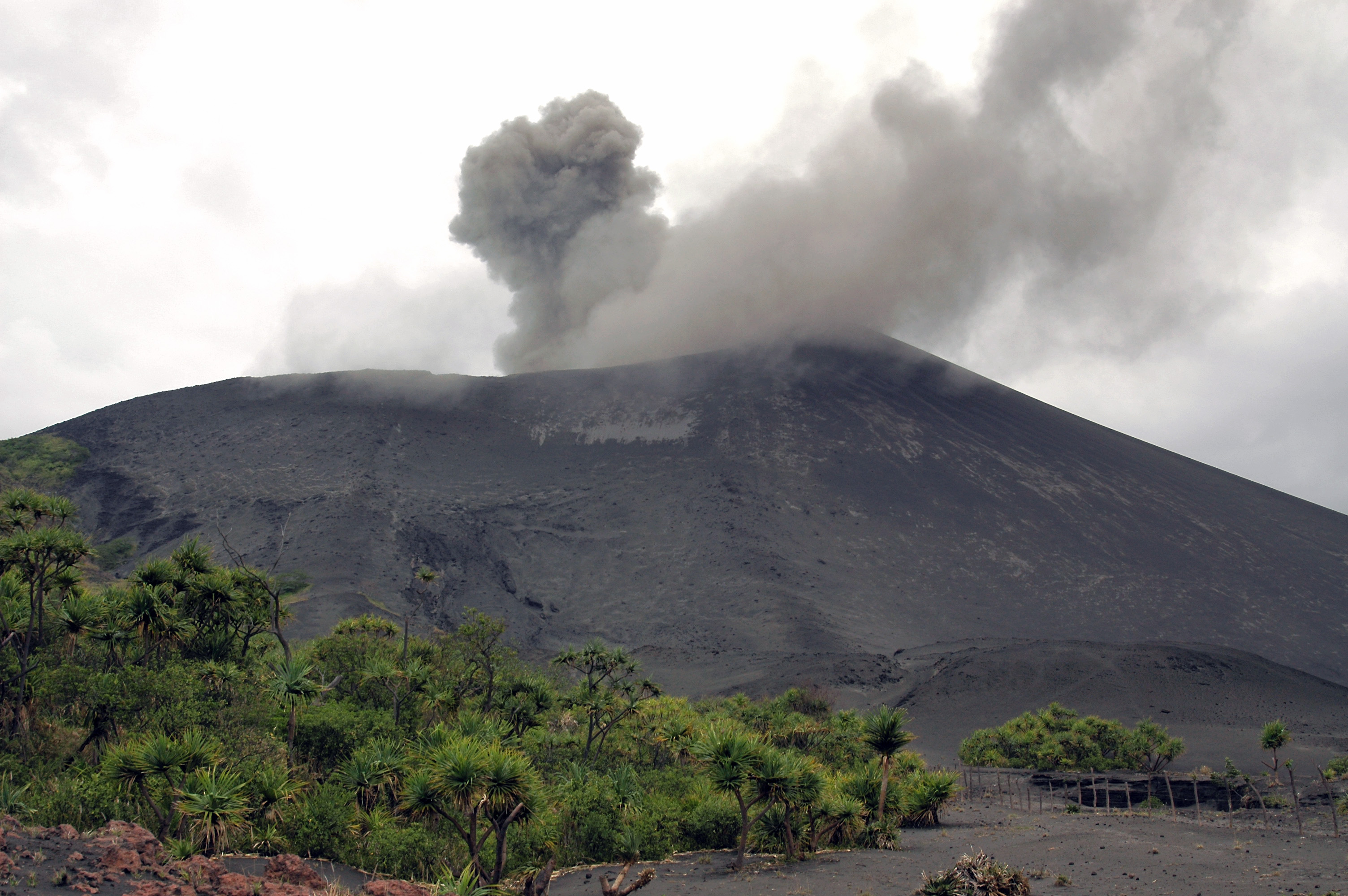
Виверження вулкана Ясур

З точки зору геології острови Вануату молоді, а їх формування відбулося в ході чотирьох основних етапів вулканічної активності, викликаної рухом літосферних плит в регіоні. Структурно острови Нових Гебридів складаються переважно з вивержень вулканічної породи: материнської породи, базальту, андезитів, вулканокластичних відкладень і вапняку.
Острови Вануату почали формуватися в епоху міоцену. Острови Еспіриту-Санто, Малекула та Торрес з'явилися приблизно 22 млн років тому, Маево та Пентекост — близько 4-10 млн років тому, інші острови архіпелагу — близько 2-3 млн років тому. При цьому процес формування островів триває: ймовірно, до 20 % сучасної суші Вануату сформувалося протягом останніх 200 тисяч років.
Острови Епі та Тонгоа в групі Шеперд в минулому становили собою єдиний острів Кувае (назва була запозичена з легенд островів, розташованих на південний схід від Епі). Однак після великого виверження однойменного вулкана в 1452 році Кувае був зруйнований: в результаті утворилися два самостійних острови та велика кальдера овальної форми (12 x 6 км). Це виверження, найбільше за останні 10 тисяч років (в атмосферу було викинуто до 35 км³ вулканічного матеріалу), вплинуло не тільки на географію та історію архіпелагу Нові Гебриди, а й надавало вплив на глобальний клімат протягом декількох років.
Історію формування островів Нових Гебридів можна коротко описати таким чином. Спочатку було відмічено підняття підводних вулканів, які досягнувши поверхні океану, продовжили цей процес. Згодом вулканічна активність знизилася, почався активний ріст коралів по краях вулканів. Рух літосферних плит викликало підняття підводних рифів, які стали частиною суші (близько 20 % поверхні сучасних островів Вануату становить вапняк). Потім поверхня островів зазнала ерозії, в результаті якої сформувався сучасний рельєф островів. Однак процес підняття на сучасному етапі не закінчився: щорічний підйом становить близько 0,5 мм.

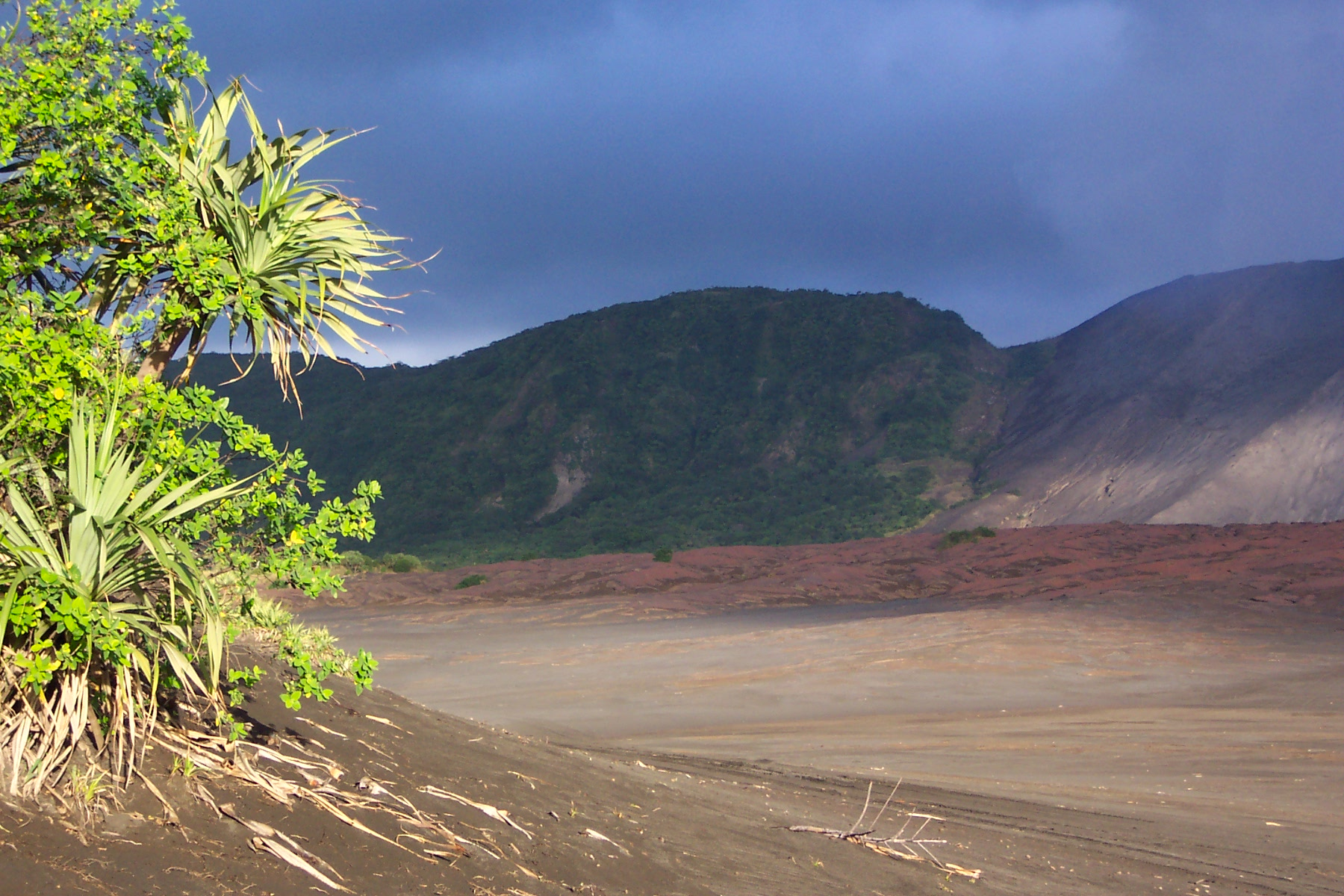
Рівнина біля вулкана Ясур

Острови Вануату розташовані у вулканічному поясі Тихого океану, де стикаються Австралійська та Тихоокеанська літосферні плити. Через це на островах часто відбуваються виверження вулканів і підземні поштовхи, хоча вони рідко досягають руйнівної сили.
Найвідомішим активним вулканом Вануату є Ясур, розташований на острові Танна (його висота досягає 365 м). Недалеко від нього знаходиться озеро Сіві, оточене з усіх боків лавовими долинами та вулканічним попелом. Ясур також вважається одним з найдоступніших для людини активних вулканів світу. Згідно із міфологічним уявленням місцевих жителів вулкан є домівкою мертвих духів, тому це місце є священним. Згаслий вулкан Оба на острові Оба досягає висоти 1500 м над рівнем моря. В його трьох кратерах розташовані термальні озера, найбільшим з яких є озеро Манаро.
На багатьох островах існують підземні печери, що утворилися як в результаті вулканічної активності, так і ерозії вапняку чи попелу. Одна з найвідоміших печер — Сівірі на острові Ефате. Іншим важливим аспектом місцевої геології є берегові породи, які складені з цементованого до кам'яного стану розчину, що утворився з карбонату кальцію черепашок і планктону. При цьому твердне не тільки пісок на березі, а й інші предмети як, наприклад, різне військове устаткування епохи Другої світової війни на мисі Мільйон-Долар (англ. Million dollar Point) на Еспіриту-Санто.
На островах Вануату відсутні відомі людині великі родовища корисних копалин, проте ведеться активна геологічна розвідка. Зустрічаються незначні родовища золота (перш за все, на острові Еспіриту-Санто) і марганцю (до 1980-х років видобувався на острові Ефате).

### Сейсмічність
Островам Вануату характерна досить висока сейсмічна активність. Так, наприклад, 22 листопада 2023 року, в регіоні Вануату в південній частині Тихого океану стався землетрус магнітудою 7,0 балів (за шкалою Ріхтера). За повідомленням видання The Independent  з посиланням на дані Геологічної служби США (USGS), гіпоцентр землетрусу знаходився на глибині 10 км.

### Клімат

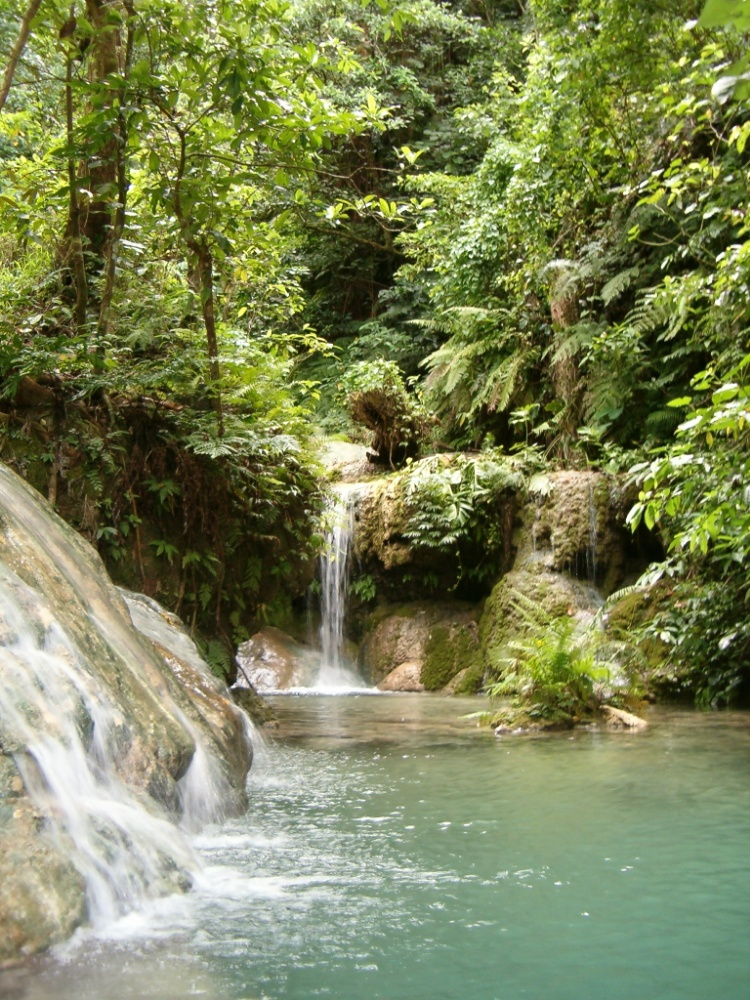
Водоспад неподалік від села Мєлє (острів Ефате)

Вологий тропічний клімат, близький до екваторіального, є характерним для більшості островів Вануату. Проте на островах з гористим рельєфом існують чіткі кліматичні відмінності залежно від висоти над рівнем моря і впливу пасатів. На низьких висотах південно-східні навітряні сторони островів мають типовий екваторіальний клімат (кількість опадів варіюється від 2500 до 4000 мм); північно-західні підвітряні сторони характеризуються тропічним кліматом з двома сезонами в році (кількість опадів звичайно не перевищує 2000 мм). На висоті приблизно 500—600 м на півдні і 200—300 м на півночі архіпелагу у високогір'ях клімат вологий з частими туманами та опадами, що перевищують 5000 мм на рік.
З травня по жовтень (зимові місяці) на Нових Гебридах дмуть південно-східні бризи. В результаті спостерігаються сонячні дні та прохолодні ночі. З листопада по квітень повітря дуже вологе внаслідок дуже частих і сильних злив. У цю пору року спостерігаються високі температури та часті циклони. Середньорічна температура під час сезону дощів на північних островах становить 30 °C, в сухий сезон — близько 20 °C. На південних островах середньорічна температура варіює від 29 °C до 17 °C. У столиці держави, місті Порт-Віла, вологість під час сезону дощів може досягати 90 %. Під час сухого сезону — порядку 70-74 %.
Сезон сильних дощів на всіх островах Вануату триває з січня по березень. Найбільш дощовим місяцем у році є лютий (20 дощових днів). Найсухіші місяці — серпень і вересень. Середньорічна кількість опадів на північно-східних островах становить близько 4000 мм, на південних — 2360 мм.
Циклони на островах трапляються найчастіше в грудні-березні та формуються над Кораловим морем, що лежить на північний захід від Вануату.

### Ґрунти та гідрологія

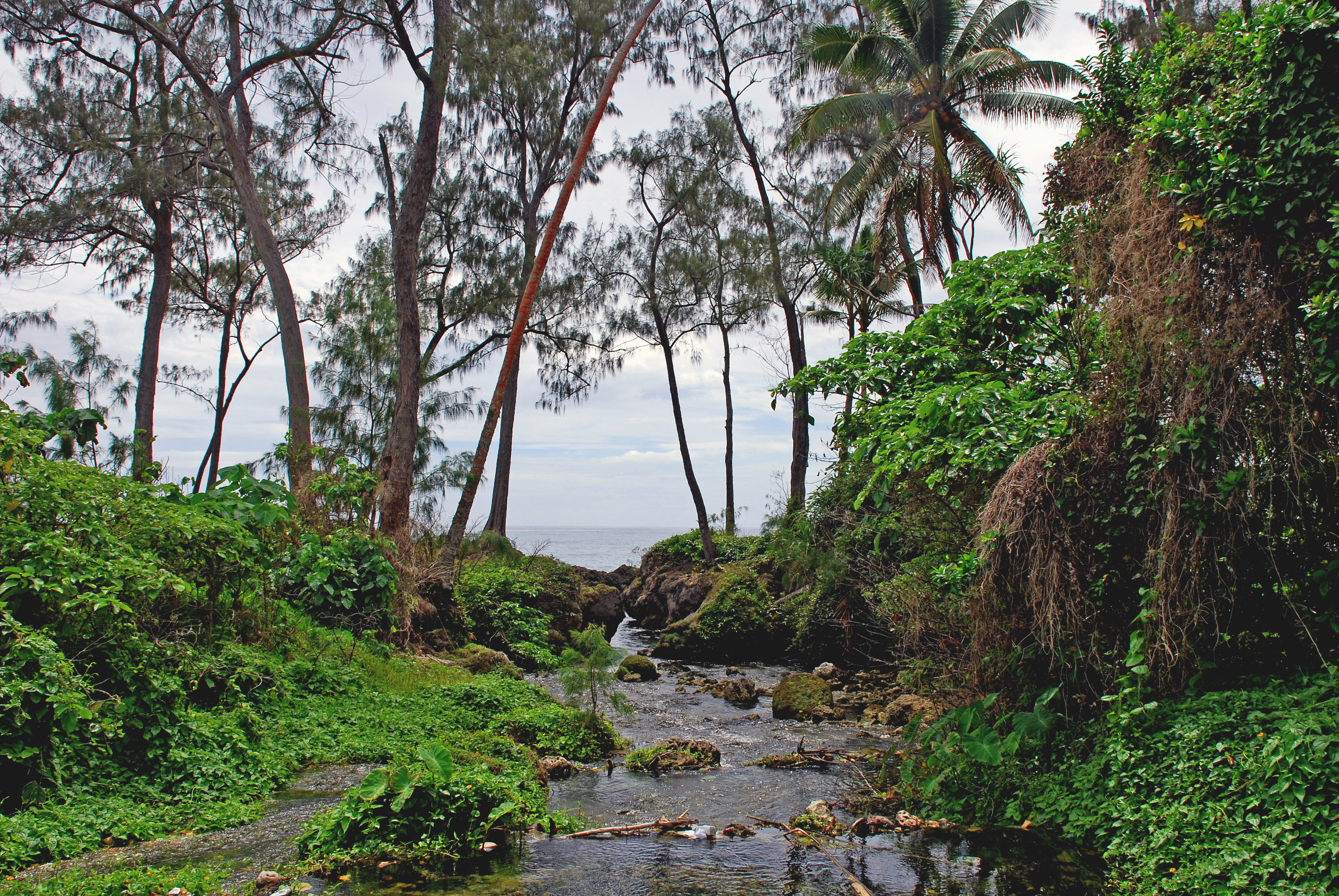
Струмок на острові Ефате

Ґрунти Вануату сформувалися переважно з вулканічної породи. Для більшості з них характерний високий вміст вулканічного попелу.
Прийнято виділяти три основні групи ґрунтів країни залежно від кліматичних умов: фералітні ґрунти південно-східних островів з вологим кліматом, ферсіалітні ґрунти північно-західних островів з сухішим кліматом і андичні ґрунти високогір'я. Чим вологіший клімат і чим молодший вулканічний попіл, тим більше ґрунти андичні.
Ґрунти низьких висот дуже родючі через високий вміст попелу, навіть попри часті й сильні дощі. Проте на островах Анейтьюм, Ероманга, Ефате та Еспіриту-Санто ґрунти менш родючі, оскільки на них переважають ферралітні ґрунти, що утворилися зі старих вулканічних порід.
На Нових Гебридах дуже мало річок, що пов'язано з розташуванням островів в тропіках, пористістю вулканічних ґрунтів, в яких дощова вода практично не затримується. На багатьох островах Вануату річки й зовсім відсутні. Однак на Ефате, Еспіриту-Санто, Пентекост і деяких інших островах зустрічаються невеликі потоки води, джерела яких знаходяться у внутрішніх районах островів.

### Флора та фауна

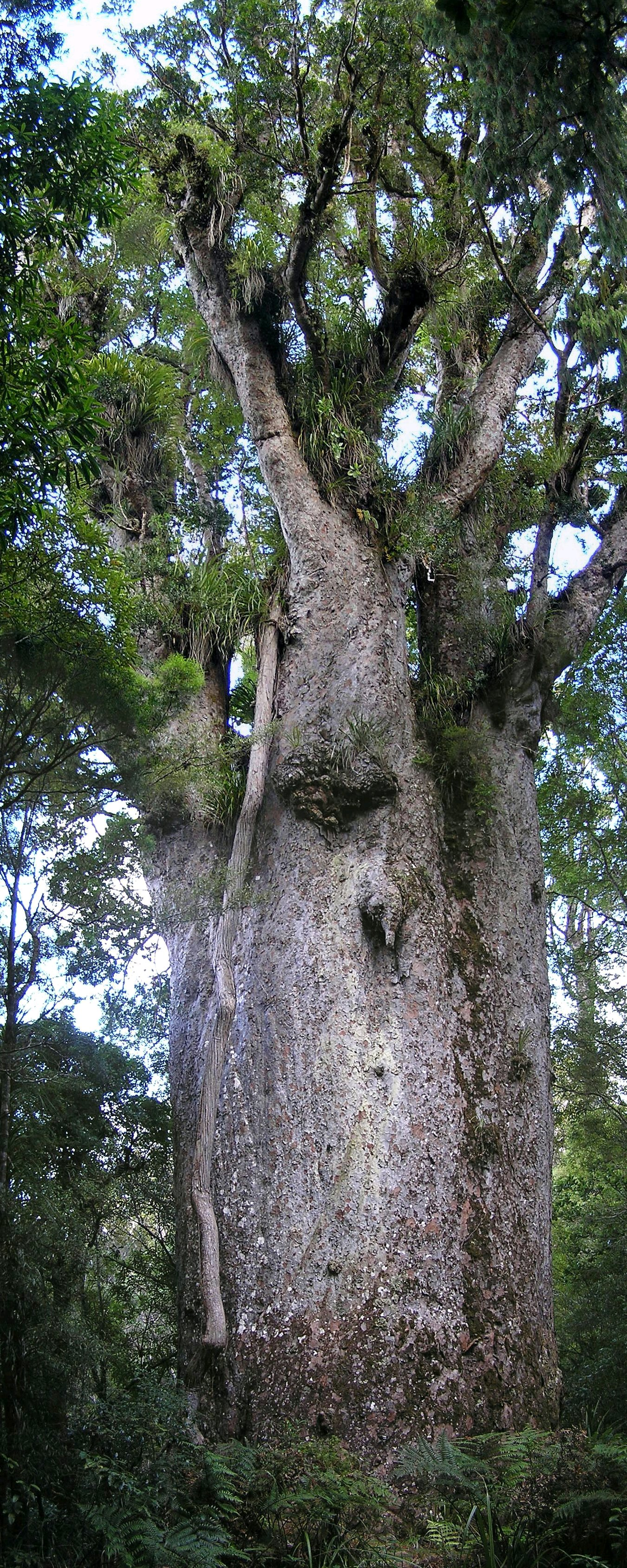
Одна з цінних деревних порід Вануату — дерево каурі

Процес формування місцевої флори та фауни почався відразу після закінчення великих геологічних процесів на Нових Гебридах. Велика частина видів рослин і тварин, які з'явилися на островах через острови Папуа Нової Гвінеї, Нову Британію та Соломонові острови, походять родом з Індо-Австралазії. Насіння рослин заносилися на острови завдяки океанічній течії, морським перелітним птахам. Частина птахів прилетіла з Австралії через Нову Каледонія.
На островах Вануату можна виділити кілька зон певної рослинності, різноманітність яких залежить насамперед від висоти над рівнем океану, а також субстрату: ліси долин, гірські ліси, сезонні ліси, рослинність на новій вулканічній поверхні, прибережна рослинність і вторинна рослинність.
У гірських лісах на висоті 500 м ростуть переважно агатіси та подокарпи, а також метросідероси, сізігіуми, вейнманії та інші рослини. Сезонні ліси, що є перехідною зоною між сухими та тропічними лісами, зустрічаються на підвітряній стороні островів. Прибережна рослинність представлена мангровими заростями, а літоральні ліси — казуаринами, панданами, баррінгтонією, харітакі.
Загальна сумарна кількість судинних рослин, які ростуть в Вануату, становить близько 870 видів, 130 з яких ендемічні. Велика кількість рослин і тварин була завезена на острови людиною. Наприклад, ямс, таро, банани, саговники, маїс, хлібне дерево, цукрова тростина, свині, собаки і домашня птиця були інтродуковані на Нові Гебриди першими поселенцями. Ананаси, авокадо, папая та маніок були також завезені людиною, але вже європейцями з тропічної Америки. Найціннішими породами дерев є каурі та сандалове дерево.
Єдиними ссавцями Вануату є 4 види летючих лисиць і 8 видів комахоїдних кажанів, з яких 4 види є або ендеміками, або майже ендеміками. Довгохвостий крилан (лат. Notopteris macdonaldi) і летюча лисиця виду лат. Pteropus fundatus є вразливими видами, а санта-круський крилан (англ. Nyctimene sanctacrucis) вважається вимерлим.
На островах Вануату мешкає 57 видів наземних птахів, 7 з яких є ендеміками, 17 видів плазунів, включаючи крокодилів і два види неотруйних змій, 71 вид метеликів (з них п'ять — ендеміки), 12 видів мурашок та термітів (з них п'ять ендемічних видів), 76 видів равликів (57 — ендеміки).
Прибережні води дуже багаті представниками морської фауни. На деяких островах відкладають яйця морські черепахи. Біля берегів островів Оба, Амбрим, Паама, Пентекост та Малекула плавають акули, тим не менш, прибережні води безпечні для туристів, оскільки острови оточені рифами.
На території Вануату розташований один національний парк та 106 охоронних і заповідних територій. Найважливішими з них є Національний парк «Million Dollar Point», заповідники «Loru» та «Vatthe» на острові Еспіриту-Санто.

## Історія
Нові Гебриди з 1906 року були у спільному володінні (кондомініумом) Англії та Франції. Керувала островами адміністрація, в яку на рівних правах входили англійський і французький верховні комісари. В 1979 році відбулися вибори в національний парламент, на яких перемогу здобула партія Вануааку, яка виступала за надання островам незалежності. 30 липня 1980 року відбулося проголошення незалежної Республіки Вануату, яка приєдналася до Руху неприєднання. З цього часу Вануату прагне досягти кооперації з державами Тихоокеанського регіону; разом з Папуа Нова Гвінея і Соломоновими островами вони утворили групу «Наконечник списа» у 1988 році з метою збереження меланезійської культури та досягнення незалежності Нової Каледонії.

## Міжнародні відносини
У 1986 році були встановлені дипломатичні відносини з СРСР.

### Відносини з Україною
29 вересня 1999 року були встановлені дипломатичні відносини з Україною.

## Адміністративний поділ
Протягом чотирьох років після підписання конвенції 1906 року про створення кондомініуму на Нових Гебридах був відсутній адміністративний поділ, а розгляд різних справ з участю меланезійців здійснював не загальний суд, а Військово-морська комісія. В 1911 році були зроблені перші кроки з проведення адміністративної реформи. У результаті в 1912 році на деякі острови Нових Гебридів були призначені представники резидент-комісарів (за винятком острова Ефате), які стежили за працевлаштуванням, розглядали різні скарги від населення. Британські представники були спрямовані на острови Танна та Еспіриту-Санто, французькі — на острови Малекула та Пентекост. В 1985 році була проведена чергова адміністративна реформа, результатом якої стало скасування чотирьох округів й утворення одинадцяти острівних рад.
З 1994 року Республіка Вануату поділяється на 6 провінцій. Назви провінцій утворені з перших складів або букв основних островів, що входять до складу провінції.
| Провінція | Назва англійською мовою | Площа (км²) | Населення (2000 рік) | Адміністративний центр |
| --------- | ----------------------- | ----------- | -------------------- | ---------------------- |
| Малампа   | Malampa                 | 2 779       | 36 100               | Лакаторо               |
| Пенама    | Pénama                  | 1 198       | 28 960               | Лонгана                |
| Санма     | Sanma                   | 4 248       | 32 340               | Луганвіль              |
| Тафеа     | Tafea                   | 1 628       | 27 530               | Ісангел                |
| Торба     | Torba                   | 882         | 7 870                | Сола                   |
| Шефа      | Shéfa                   | 1 455       | 45 280               | Порт-Віла              |

## Політичний устрій
Політичний устрій Вануату визначається Конституцією Вануату як демократична республіка. Держава входить до складу Співдружності.
Головою держави є президент Фред Тімаката з 1989.
Глава уряду Максіме Карлот з 1991.
Керівна партія Вануааку (заснована в 1971 році). Також діють Союз помірних партій і Партія незалежного альянсу. Існує Конгрес профспілок Вануату.

## Економіка
Основа економіки — сільське господарство (кокоси, кава, какао) і виробництво копри. Розвинуте рибальство і тваринництво. З 1961 року іде видобуток марганцевої руди.
Основними продуктами експорту є: копра, морожена риба, кава, марганець, деревина, м'ясні консерви.
Грошова одиниця — австралійський долар і новогебридський франк. Національна валюта — вату.
108,2 вату = 1 дол. (травень 1987 року)

## Населення
За етнічним складом 94 % населення країни складають корінні мешканці Вануату — ні-вануату. Решта: 4 % — європейці, 2 % — інші народи Океанії та Азії.
У Вануату все ще активно розмовляють 113 мовами корінних народів. Щільність мов на душу населення є найвищою серед будь-якої нації світу, в середньому 2000 носіїв на одну мову. Усі ці народні мови належать до океанічної гілки австронезійської родини. Є три офіційні мови: англійська, французька та бісламська. Біслама — це мова підгін, яка по суті поєднує типову меланезійську граматику з переважно англійською лексикою. Це єдина мова, якою може розмовляти більшість населення Вануату (82 %).
Коливання популяції з роками:
- 1986 рік — 135600 чол.
- 1988 рік — 149400 чол.
- 2005 рік — 211000 чол.

Очікувана тривалість життя у Вануату становить 67 років для чоловіків і 70 років для жінок. Вануату має тропічний клімат, і понад 80 % населення проживає в сільських ізольованих селах, які мають доступ до власних садів і продовольства. Малярія – велика проблема. Офіційна статистика показує, що дитяча смертність знизилася протягом останньої половини двадцятого століття, зі 123 смертей на 1000 населення в 1967 році до 25 на 1000 у 1999 році. У 2011 році на 1000 живонароджених припадало 46,85 немовлят.
Витрати на охорону здоров’я на душу населення становлять близько 139 доларів США на рік, що менше чверті середнього по регіону західної частини Тихого океану, що становить 4,2 % ВВП. Дуже не вистачає кваліфікованих медичних працівників.
За оцінками ЮНЕСКО рівень грамотності людей у віці 15–24 років становить близько 74 %. Рівень охоплення початковою школою зріс з 74,5 % у 1989 році до 78,2 % у 1999 році, а потім до 93,0 % у 2004 році, але потім знизився до 85,4 % у 2007 році. Частка учнів, які закінчили початкову освіту, впала з 90 % у 1991 році до 7 % у 2004 році і до 78 % у 2012 році. У Порт-Віла та трьох інших центрах є кампуси Південно-Тихоокеанського університету, навчального закладу, що належить дванадцяти країнам Тихого океану. У кампусі в Порт-Віла, відомому як Emalus Campus, знаходиться юридична школа університету.

## Релігія
Переважна більшість населення Вануату — християни. Пресвітеріанська церква, якої дотримується близько третини населення, є найбільшою з них. Римо-католицька та англіканська становлять близько 15 % населення. Іслам у Вануату складається з близько 200 новонавернених і швидко розвивається.

## Культура

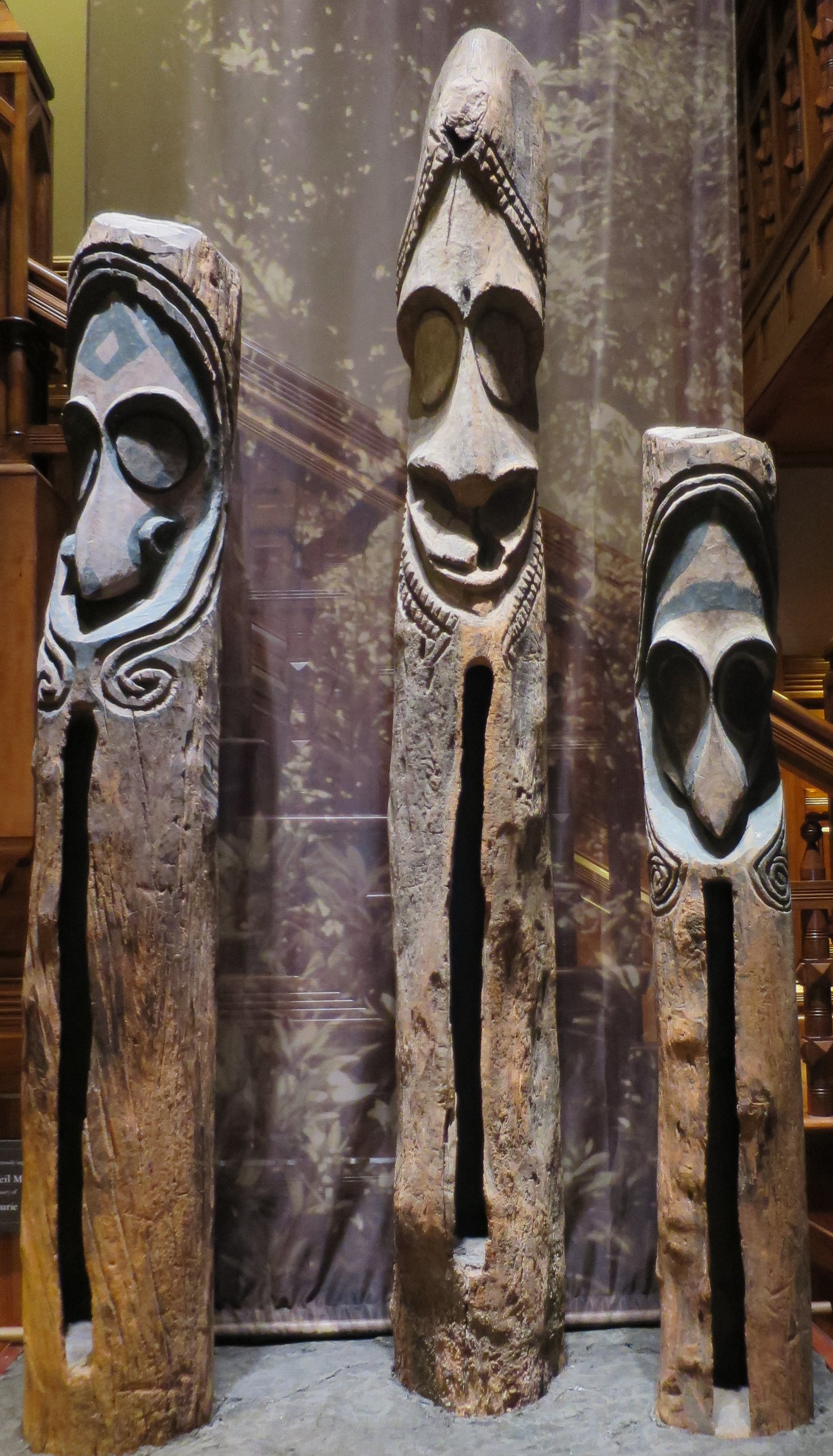
Дерев'яні щілинні барабани, Вануату, музей Берніс П. Бішоп

Культура Вануату має велике різноманіття через місцеві регіональні відмінності та через історичний іноземний вплив. Свині, особливо з закругленими бивнями, вважаються символом багатства у всьому Вануату. Однак Вануату можна розділити на три великі культурні регіони. На півночі матеріальні цінності цінуються більш за інші. У центрі домінують більш традиційні меланезійські культурні системи. На півдні склалася система, яка передбачає надання права власності з пов'язаними привілеями

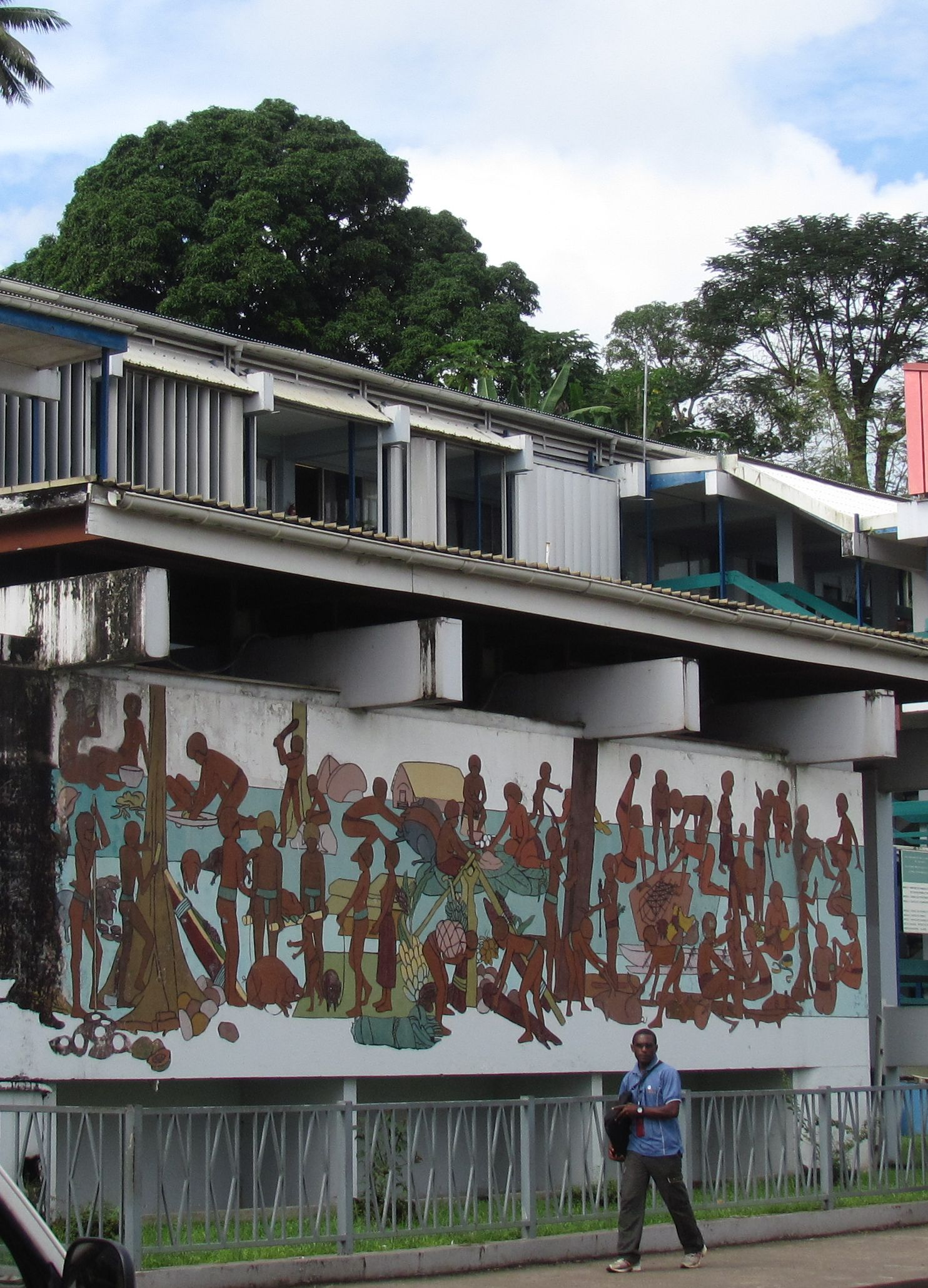
Розпис стін будівлі

Молоді чоловіки проходять різні церемонії досягнення повноліття і ритуали, щоб посвятити їх у зрілість, як правило, включаючи обрізання.

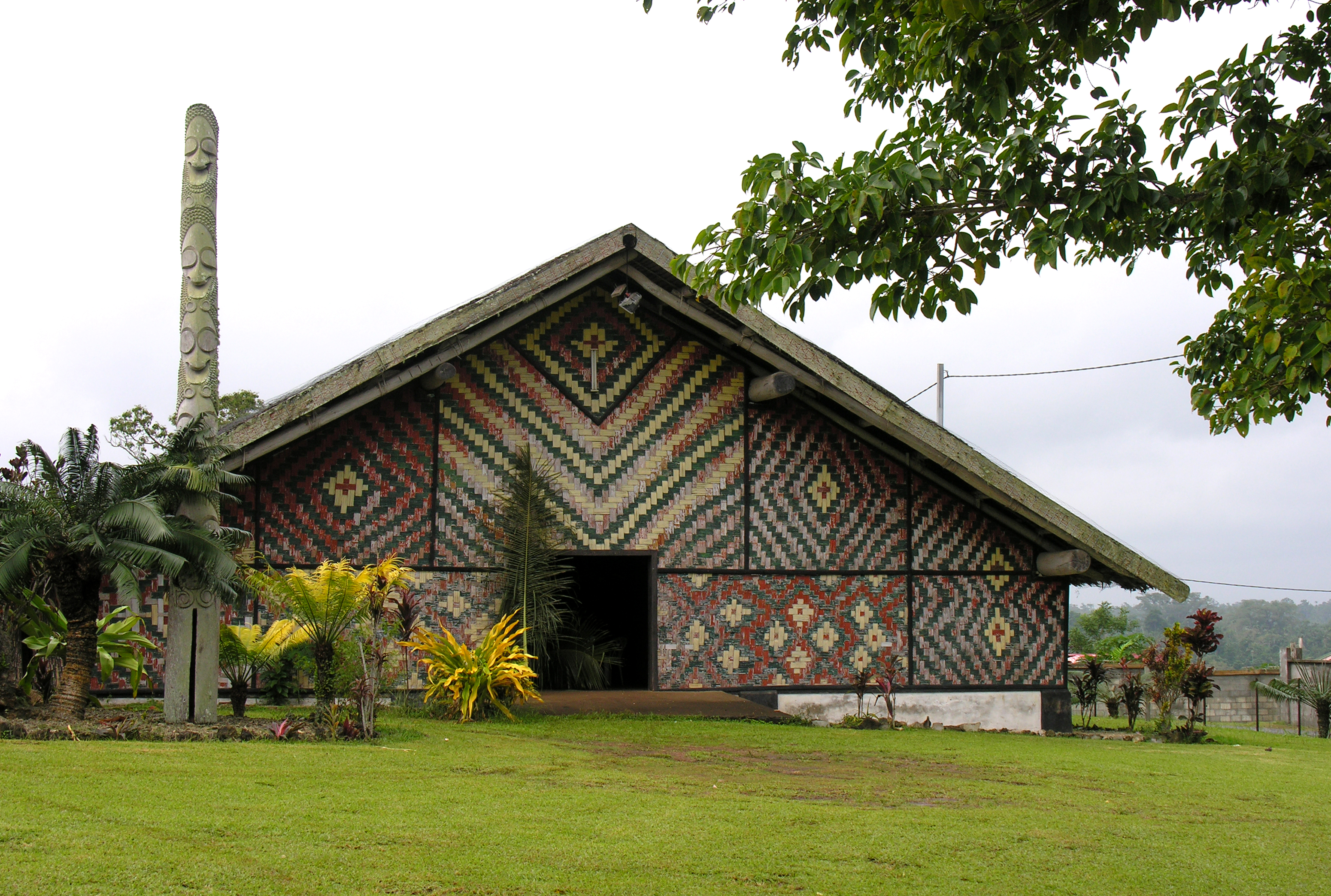
Будівля для зборів національної ради вождів (Мальватумаурі)

У більшості сіл є "накамаль" або сільський клуб. Найпомітніша функція накамалу в наш час - це місце для приготування та пиття кави. Частіше за все до накамаля ходять чоловіки. У накамалів передбачені спеціальні місця для жінок в період менструації. Перед накамалом часто є плоска галявина, або насара, яка використовується для танців і зустрічей на свіжому повітрі. У столиці Вануату Порт-Віла будівля зборів національної ради вождів (Мальватумаурі) спроєктована у формі традиційного накамалу.
У оселях є поділ на чоловічі та жіночі секції.
Кухня Вануату включає рибу, коренеплоди, такі як таро та ямс, фрукти та овочі. Папая, ананаси, манго, подорожники та солодка картопля є в достатку протягом більшої частини року. Кокосове молоко та кокосові вершки використовуються для ароматизації багатьох страв. Більшість їжі готують з використанням гарячих каменів або шляхом кип’ятіння та приготування на пару; дуже мало їжі смажать.
Видатних авторів ні-Вануату небагато. Активістка за права жінок Грейс Мера Моліса, яка померла в 2002 році, досягла міжнародної популярності як поетеса-описувач.
У 2003 році в Список шедеврів усної та нематеріальної культурної спадщини людства ЮНЕСКО були внесені малюнки на піску народів Вануату. Піщані малюнки народів Вануату вважаються формою писемності, яку вони зберегли з давнини та завдяки чому населення островів Вануату, що мало різні мови, могло спілкуватися між собою, передаючи знання історичних подій, ритуалів, законів та інших культурних традицій.
У серпні 2024 року США повернули Вануату викрадені реліквії корінних народів, зокрема кілька опудал із людськими черепами всередині, які були  реліквіями давніх гірських племен острова Малекула у складі держави Вануату. Артефакти, які колись були незаконно вивезені до Нью-Йорка, повернулися на батьківщину в супроводі агентів ФБР, як результат завершеного 8-річного розслідування. За повідомленням агентства Reuters, у п'ятьох доставлених до Вануату ящиках були муміфіковані людські рештки, зокрема два черепи, вкриті глиною, і три великих «рамбарампи» – опудала, що містили людські черепи з унікальним розписом фарбою. Найбільше опудало сягало 3,5 м у довжину і важило 318 кг. Реліквії були прийняті у Національному музеї Вануату, у церемонії їх репатріації взяв участь заступник Державного секретаря США Курт Кемпбелл.